# Keg Johnson
Keg Johnson (* 19. November 1908 als Frederic Homer Johnson in Dallas, Texas; † 8. November 1967 in Chicago, Illinois) war ein amerikanischer Jazz-Posaunist.

## Leben
Johnson, Bruder von Budd Johnson, erhielt Unterricht von Booker T. Washingtons Tochter und nahm 1927 das Posaunenspiel auf. Erste Engagements fand er bei lokalen Kapellen, bevor er in zahlreichen Orchestern und Gruppen mitwirkte, unter anderem bei George E. Lee 1929, Grant Moore 1930, Eddie Mallory 1931, Cassino Simpson 1932, Louis Armstrong 1933 sowie Fletcher Henderson 1934 und Benny Carter (1933). Den ersten längeren Job übte er bei Cab Calloway aus, mit dem er etwa 15 Jahre (1934 bis 1948) zusammenarbeitete. Um 1945 arbeitete er mit Ike Quebec und 1949 mit Gene Ammons.
Im Jahr 1950, nach zwei Jahren bei Lucky Millinder, ging er nach Los Angeles, wo er u. a. mit Wardell Gray spielte. 1960 wirkte er an Budd Johnsons Album "Let’s Swing" mit, im gleichen Jahr an Gil Evans’ Out of the Cool. Ab 1961 bis zu seinem Tod spielte Johnson mit Ray Charles.
Johnson gehörte zu den Allroundern auf seinem Instrument, dessen Spiel auf Veröffentlichungen verschiedener Gruppierungen gehört werden kann.